# Equazione di quarto grado

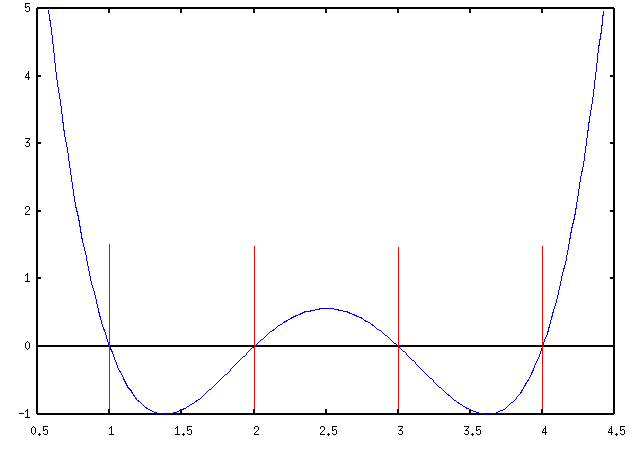
Grafico della quartica di equazione

In matematica si definisce equazione di quarto grado o quartica quell'equazione algebrica in cui il grado più alto dell'incognita è il quarto. Nella forma canonica, assume la forma:
{\displaystyle ax^{4}+bx^{3}+cx^{2}+dx+e=0\qquad {\mbox{(con }}a\neq 0).}
La prima soluzione generale dell'equazione di quarto grado si deve al matematico italiano Ferrari, pubblicata però nel 1545 nell'Artis Magnae sive de regulis algebraicis di Cardano, che conteneva anche il metodo risolutivo dell'equazione di terzo grado. Si profuse allora grande impegno nel trovare le soluzioni generali di equazioni di quinto grado e superiore, ma invano: solo due secoli e mezzo dopo, i lavori di Ruffini del 1799, in maniera incompleta, e di Abel nel 1824, in maniera esaustiva, costituiscono complessivamente quello oggi noto come Teorema di Abel-Ruffini. In particolare Lagrange trovò che l'equazione risolvente di un'equazione di quinto grado è un'equazione di sesto, ricollegandosi ai risultati di Galois nella teoria dei gruppi.

## Metodo risolutivo (passaggio per la risolvente)
Il metodo risolutivo è imperniato sulla risoluzione di un'equazione di terzo grado, detta risolvente. Poiché la formula è veramente lunga e complessa, si preferisce solitamente riportare il metodo risolutivo in forma di algoritmo, alla maniera del metodo babilonese per la risoluzione dell'equazione di secondo grado.
Per trovare la soluzione tramite il metodo della risolvente, l'equazione deve avere la forma
{\displaystyle 1)\,\,\,\,\,x^{4}+px^{2}+q=rx}
La cosa è sempre possibile, in quanto ogni equazione nella forma
{\displaystyle z^{4}+az^{3}+bz^{2}+cz+d=0\;}
si riconduce alla 1) ponendo
{\displaystyle z=x-{\frac {a}{4}}}
Elenchiamo i passi da fare per ottenere la soluzione
1. Si porta il membro a sinistra ad essere il quadrato di un binomio. Per fare ciò, si aggiunge ad entrambi i membri dell'equazione la quantità {\displaystyle \left(2{\sqrt {q}}-p\right)x^{2}}, ottenendo
{\displaystyle (x^{2}+{\sqrt {q}})^{2}=rx+\left(2{\sqrt {q}}-p\right)x^{2}}
2. Si aggiunge ad entrambi i membri l'incognita {\displaystyle y}, e si porta il membro a sinistra ad essere il quadrato di un trinomio, aggiungendo le quantità opportune ad entrambi i membri:
{\displaystyle 2)\,\,\,\,\,(x^{2}+{\sqrt {q}}+y)^{2}=(2{\sqrt {q}}-p+2y)x^{2}+rx+2y{\sqrt {q}}+y^{2}}
3. Si impone ora al membro a destra di essere il quadrato di un binomio in {\displaystyle x} e {\displaystyle y}, ossia si pone pari a zero il discriminante dell'equazione di secondo grado in {\displaystyle x}. Si ottiene così la risolvente di terzo grado, da cui si ricava la {\displaystyle y}:
{\displaystyle 4(2{\sqrt {q}}-p+2y)(2y{\sqrt {q}}+y^{2})-r^{2}=0}
{\displaystyle 8y^{3}+(24{\sqrt {q}}-4p)y^{2}+(16q-8p{\sqrt {q}})y-r^{2}=0}
4. Si sostituiscono le {\displaystyle y} trovate nella 2), e si estrae la radice quadrata di ambo i membri, cosa immediata per come è stata ricavata la {\displaystyle y}. Da questo passaggio si ottiene un'equazione di secondo grado.
5. Si risolve l'equazione di secondo grado, ottenendo due soluzioni per la {\displaystyle x}
6. Si divide l'equazione di partenza per le due radici trovate, e si estraggono le altre due radici.

Nel caso si sia dovuto eliminare il termine di terzo grado, occorre ovviamente sommare a tutte le radici un quarto del termine di terzo grado per ottenere le soluzioni dell'equazione di partenza.
I coefficienti {\displaystyle p,q,r} della 1) sono date dal sistema:
{\displaystyle {\begin{cases}p=b-{\frac {3}{8}}a^{2}\\r=-{\frac {1}{8}}a^{3}+{\frac {1}{2}}ab-c\\q=-{\frac {3}{256}}a^{4}+{\frac {1}{16}}a^{2}b-{\frac {1}{4}}ac+d\end{cases}}}
Note le soluzioni della 1), si trovano quelle dell'equazione di quarto grado:
{\displaystyle z_{i}=x_{i}-{\frac {a}{4}}}, con {\displaystyle i=1,2,3,4}.

### Metodo alternativo
Partendo dalla equazione ridotta è possibile dividere la quadrica nel prodotto di due equazioni di secondo grado.
{\displaystyle {\begin{array}{lcl}0=x^{4}+cx^{2}+dx+e&=&(x^{2}+px+q)(x^{2}+rx+s)\\&=&x^{4}+(p+r)x^{3}+(q+s+pr)x^{2}+(ps+qr)x+qs\end{array}}}
Eguagliando i coefficienti dei termini di pari grado:
{\displaystyle {\begin{cases}0&=&p+r\\c&=&q+s+pr\\d&=&ps+qr\\e&=&qs\end{cases}}}
Dalla prima equazione sostituendo {\displaystyle r=-p} si ottiene:
{\displaystyle {\begin{cases}c+p^{2}&=&s+q\\d/p&=&s-q\\e&=&sq\end{cases}}}
Ora è facile eliminare la {\displaystyle s} e la {\displaystyle q} effettuando le seguenti operazioni:
{\displaystyle {\begin{array}{lcl}(c+p^{2})^{2}-(d/p)^{2}&=&(s+q)^{2}-(s-q)^{2}\\&=&4sq\\&=&4e\end{array}}}
Ponendo {\displaystyle P=p^{2}}, questa equazione si trasforma nella equazione cubica:
{\displaystyle P^{3}+2cP^{2}+(c^{2}-4e)P-d^{2}=0}
Trovata una soluzione in {\displaystyle P}, e quindi in {\displaystyle p}, si può prendere:
{\displaystyle {\begin{cases}r&=&-p\\2s&=&c+p^{2}+d/p\\2q&=&c+p^{2}-d/p\end{cases}}}

## Metodo risolutivo (forma esplicita)
Dai metodi precedenti si può risalire (con molti conti) a una formula generale per la risoluzione delle equazioni di quarto grado in forma generica.
Il risultato esposto sotto si dimostra utile soprattutto in dimostrazioni di carattere astratto, dove, sostituendo e facendo i conti con pazienza, si possono ottenere espressioni generali per il valore di quantità di interesse.
Le quattro radici ({\displaystyle x_{1},x_{2},x_{3},x_{4}}) di una generica quartica

{\displaystyle ax^{4}+bx^{3}+cx^{2}+dx+e=0\,}
con {\displaystyle a\neq 0} si trovano con la seguente formula

{\displaystyle x_{1,2}=-{\frac {b}{4a}}-Q\pm {\frac {1}{2}}{\sqrt {-4Q^{2}-2p+{\frac {S}{Q}}}}}
{\displaystyle x_{3,4}=-{\frac {b}{4a}}+Q\pm {\frac {1}{2}}{\sqrt {-4Q^{2}-2p-{\frac {S}{Q}}}}}
dove {\displaystyle p} e {\displaystyle S} sono i coefficienti di secondo e terzo grado della quartica depressa associata:

{\displaystyle p={\frac {8ac-3b^{2}}{8a^{2}}}\qquad \qquad {\color {white}.}}
{\displaystyle S={\frac {8a^{2}d-4abc+b^{3}}{8a^{3}}}}
e dove

{\displaystyle Q={\frac {1}{2}}{\sqrt {-{\frac {2}{3}}\ p+{\frac {1}{3a}}\left(\Delta _{0}+{\frac {q}{\Delta _{0}}}\right)}}}
{\displaystyle \Delta _{0}={\sqrt[{3}]{\frac {s+{\sqrt {s^{2}-4q^{3}}}}{2}}}}
con
{\displaystyle q=12ae-3bd+c^{2}}
{\displaystyle s=27ad^{2}-72ace+27b^{2}e-9bcd+2c^{3}}